# 1980년 AFC 청소년 축구 선수권 대회
1980년 AFC 청소년 축구 선수권 대회는 1981년 2월 21일부터 3월 1일까지 태국 방콕에서 개최된 21번째 AFC 청소년 축구 선수권 대회이다. 이 대회에서 1, 2위를 차지한 팀은 오스트레일리아에서 열린 1981년 FIFA 세계 청소년 축구 선수권 대회에서 아시아 대표로 참가할 자격을 획득했다.

## 예선
이 대회부터 예선이 도입되었다. 다음 5개 팀이 본선에 진출했다.
- 카타르 (예선 1조 1위)
- 방글라데시 (예선 1조 2위)
- 대한민국 (예선 2조 1위)
- 일본 (예선 2조 2위)
- 태국 (예선 2조 3위)

## 결선
| 팀         | 경기 | 승 | 무 | 패 | 득 | 실 | 차 | 승점 |
| ---------- | ---- | -- | -- | -- | -- | -- | -- | ---- |
| 대한민국   | 4    | 3  | 1  | 0  | 9  | 3  | +6 | 7    |
| 카타르     | 4    | 2  | 1  | 1  | 4  | 4  | 0  | 5    |
| 일본       | 4    | 2  | 0  | 2  | 4  | 5  | -1 | 4    |
| 태국       | 4    | 1  | 0  | 3  | 6  | 5  | +1 | 2    |
| 방글라데시 | 4    | 0  | 2  | 2  | 1  | 7  | -6 | 2    |

| 1981년 2월 21일 |     |            |                  |
| --------------- | --- | ---------- | ---------------- |
| 태국            | 5–0 | 방글라데시 | 국립경기장, 방콕 |
| 1981년 2월 21일 |     |            |                  |
| 카타르          | 1–4 | 대한민국   | 국립경기장, 방콕 |
| 1981년 2월 23일 |     |            |                  |
| 태국            | 0–2 | 카타르     | 국립경기장, 방콕 |
| 1981년 2월 23일 |     |            |                  |
| 대한민국        | 3–1 | 일본       | 국립경기장, 방콕 |
| 1981년 2월 25일 |     |            |                  |
| 방글라데시      | 0–0 | 카타르     | 국립경기장, 방콕 |
| 1981년 2월 25일 |     |            |                  |
| 태국            | 1–2 | 일본       | 국립경기장, 방콕 |
| 1981년 2월 27일 |     |            |                  |
| 일본            | 0–1 | 카타르     | 국립경기장, 방콕 |
| 1981년 2월 27일 |     |            |                  |
| 대한민국        | 1–1 | 방글라데시 | 국립경기장, 방콕 |
| 1981년 3월 1일  |     |            |                  |
| 태국            | 0–1 | 대한민국   | 국립경기장, 방콕 |
| 1981년 3월 1일  |     |            |                  |
| 일본            | 1–0 | 방글라데시 | 국립경기장, 방콕 |

## 우승
| 1980년 AFC 청소년 축구 선수권 대회 |
| ---------------------------------- |
| 대한민국 5번째 우승                |

## 1981년 FIFA 세계 청소년 축구 선수권 대회 참가 팀
다음 2개 팀은 오스트레일리아에서 열린 1981년 FIFA 세계 청소년 축구 선수권 대회 참가 자격을 획득했다.
- 대한민국 (1980년 AFC 청소년 축구 선수권 대회 우승)
- 카타르 (1980년 AFC 청소년 축구 선수권 대회 준우승)